# Miravalles
Miravalles är en ort i Mexiko.   Den ligger i kommunen Compostela och delstaten Nayarit, i den centrala delen av landet, 600 km väster om huvudstaden Mexico City. Miravalles ligger 881 meter över havet och antalet invånare är 690.
Terrängen runt Miravalles är huvudsakligen kuperad, men söderut är den platt. Runt Miravalles är det ganska tätbefolkat, med 54 invånare per kvadratkilometer. Närmaste större samhälle är Compostela, 5,7 km söder om Miravalles. Omgivningarna runt Miravalles är en mosaik av jordbruksmark och naturlig växtlighet.